# Microsoft Vizact
Microsoft Vizact fue un programa de edición de documentos interactivos (HTML + TIME) haciendo una animación al añadir efectos especiales a la página, esto llevaba al usuario hacer páginas Web dinámicas. Formó parte de la familia Microsoft Office solamente en la versión 9.0 (MS Office 2000) aunque como producto independiente al igual que Visio 2000 o Project 2000.
Fue descontinuado el 1 de abril de 2000, su sucesor fue Microsoft Liquid Motion (también descontinuado).